# گا-وین (آلاباما)
گا-وین (به انگلیسی: Gu-Win) شهری در شهرستان ماریون ایالت آلاباما است که مساحت آن ۵٫۰۳ کیلومتر مربع است و در سرشماری سال ۲۰۱۰ میلادی، ۱۷۶ نفر جمعیت داشته و تراکم جمعیتی آن، ۳۴٫۹۹ نفر در هر کیلومتر مربع بوده است.